# Stupeň B1033 Falconu Heavy
Stupeň B1033 Falconu Heavy je centrální stupeň rakety Falcon Heavy vyráběné společností SpaceX, jedná se o exemplář verze Block 3. Poprvé a naposledy tento centrální stupeň letěl v únoru 2018, při demonstrační misi Falconu Heavy, kdy do vesmíru vynesl osobní automobil Tesla Roadster. Po vynesení nákladu už ale centrálnímu stupni nevystačila samozápalná směs, takže se zřítil do oceánu nedaleko autonomní plovoucí přistávací plošiny OCISLY. 

## Přehled letů
| Číslo použití | Datum startu (UTC) | Let číslo | Náklad                     | Start | Místo startu | Přistání | Místo přistání | Poznámky                                                                          |
| ------------- | ------------------ | --------- | -------------------------- | ----- | ------------ | -------- | -------------- | --------------------------------------------------------------------------------- |
| 1             | 6. února 2018      | 1         | Zkušební let Falconu Heavy |       | KSC LC-39A   |          | OCISLY         | Centrální stupeň nepřistál, protože neměl dostatek samozápalné směsi na přistání. |